# 様々な媚薬を作り出し、女の子をエロエロにしちゃおう
『様々な媚薬を作り出し、女の子をエロエロにしちゃおう』（さまざまなびやくをつくりだしおんなのこをエロエロにしちゃおう）は、日本のアダルトゲームブランド・スワンマニアが2010年12月24日に発売した18禁アドベンチャーゲーム。

## 概要
有限会社アセンドアイの低価格ブランドの一つ・スワンマニアの第24作。サブタイトル部分を除けば、2008年に姉妹ブランド・スワンが発売した『べ、別にあんたの為に教えてあげるんじゃないんだからね!』を抜いて本作がスワン系ブランドで最長のタイトルとなる。また、ファンタジーないしオカルト要素を含む設定の作品としては2009年3月にスワンアイが発売したフルプライス作品の『孕ら☆ちゅちゅっ!! 〜咬めばあの娘もHな天使〜』以来、低価格タイトルに限れば2007年6月発売の『感汁・魔汁・ぶっかけ性活』以来となる。
様々な効果を持った媚薬を生成するため、材料となるアイテムを集めて合計6種類の調合書を完成させ、黒魔術研究部の部員同士でその効果を実践することがゲームの目的である。
媚薬の材料を調合し、様々な特殊プレイをすることでゲームが進行する。1回のエンディングですべての調合方法を解明することは不可能であるが、複数のルートですべての調合方法を解明するとおまけモードが解禁される。

## ストーリー
一之瀬真琴・乙羽の兄妹は家庭の事情で転校し、新しい学校で妹の乙羽は新体操部に入部するが兄の真琴は特にどの部にも入らず帰宅部で通すつもりであった。
ところがある日、黒魔術研究部の部長・華吹宮子から強引に勧誘され、兄妹揃って黒魔術研究部に入部させられてしまう。媚薬の被験者を探し求めていた宮子は兄妹に次々と媚薬を投与し、また自身も媚薬の虜となって淫らな部活動に身を投じて行く。

## 登場人物
一之瀬 真琴（いちのせ まこと）
主人公。家庭の事情で妹の乙羽と共に転校し、部活動をするつもりは無かったのに宮子の強引な勧誘で黒魔術研究部の部員となってしまう。
一之瀬 乙羽（いちのせ おとは）
真琴の妹。身長152cm、スリーサイズはB 82 / W 54 / H 80。いつも真琴にくっついているが根は恥ずかしがり屋のため、言葉を交わすのは不得手で素直になれず突き放した態度を取ってしまう。帰宅部の兄と違って新体操部に所属しているが、宮子の勧誘で黒魔術研究部に掛け持ちで入部させられる。
華吹 宮子（はなぶき みやこ）
黒魔術研究部の部長。身長157cm、スリーサイズはB 88 / W 56 / H 83。媚薬の生成に没頭しているが、被験者が見つからずに困っていた所で転校して来たばかりの一之瀬兄妹と出会い、強引に入部させる。

## 媚薬の種類
2種類の材料（主に酒と精力増強効果があるとされる食材）を組み合わせて媚薬を生成する。組み合わせによっては失敗する場合や、他の媚薬を生成するための材料が生成される場合もある。
- 敏感体質化
- 性器巨根化
- 射精量増大
- 性的興奮増大
- 強制排卵
- 液体放出
- ハーレムの媚薬

## スタッフ
- シナリオ：月待兎
- 原画：鬼MAYUGE
- 音楽：arp